# Evans County
Evans County je okres ve státě Georgie ve Spojených státech amerických. K roku 2007 zde žilo 11 505 obyvatel. Správním městem okresu je Claxton. Celková rozloha okresu činí 484 km². Vznikl v roce 1914.